# Jacopo d'Angelo
Pour les articles homonymes, voir D'Angelo.
 (janvier 2016).
- Si vous ne connaissez pas le sujet, laissez ce bandeau (vous pouvez alors contacter les auteurs).
- Si vous supprimez le contenu mis en cause (vous pouvez préalablement contacter les auteurs),

argumentez précisément cette suppression dans la page de discussion
(un manque de référence n'est pas un argument ; une recherche réelle de référence doit avoir été effectuée, être formellement documentée).
Jacopo d'Angelo, dit aussi Jacopo d'Angelo da Scarperia, ou Jacopo Angeli (v. 1360 - † fin 1410 ou début 1411) est un humaniste italien, pionnier des études grecques dans la péninsule.

## Biographie
Né à Scarperia, près de Florence, à une date incertaine - on sait seulement par une allusion de Leonardo Bruni, né en 1369/70[réf. nécessaire] que Jacopo était nettement plus âgé que lui. Il perdit son père très jeune et déménagea pour Florence avec sa mère qui s'était remariée. Il se lia très jeune et très fortement à la personne de Coluccio Salutati, devenu en 1375 chancelier de Florence : dans ses lettres, celui-ci lui parle comme à un fils[réf. nécessaire]. Sans doute sur les conseils de Salutati, il se mit à l'école de Giovanni Malpaghini de Ravenne, ancien secrétaire de Pétrarque, avec notamment Roberto de' Rossi. De la fin 1395 à la fin 1396, il passa près d'un an à Constantinople (alors assiégée du côté terrestre par les Turcs) : muni d'une recommandation du chancelier Salutati, il rencontra Démétrios Cydonès et Manuel Chrysoloras - que Rossi avait déjà vus à Venise en 1390-91 - ainsi que Manuel Calécas ; sans doute était-il missionné par le chancelier pour attirer Chrysoloras à Florence (l'invitation formelle se trouve dans une lettre du 28 mars 1396). Il noua une relation particulière d'amitié avec Calécas, dont témoignent les lettres de celui-ci dans les années suivantes. À l'automne 1396, il rentra en Italie avec Chrysoloras et Cydonès. Entre février 1397 et mars 1400, Chrysoloras enseigna le grec à Florence, et Jacopo compta parmi ses auditeurs assidus.
Il se lança vers la même époque dans la collecte de manuscrits grecs : dans une lettre de l'hiver 1397/98, Manuel Calécas le félicite de lui avoir écrit une partie de sa lettre précédente en grec, et s'engage à l'aider à réunir des textes. Avant 1400, il s'était procuré une copie du Gorgias de Platon, qu'il communiqua ensuite à Pier Paolo Vergerio ; un manuscrit de Denys d'Halicarnasse, conservé à la Bibliothèque vaticane (Urb. gr. 105) lui a également appartenu ; dans un autre de la même collection (Urb. gr. 121) contenant des œuvres de Lucien de Samosate, il y a une traduction latine interlinéaire du Charon, due à un élève de Chrysoloras, peut-être Jacopo lui-même.
En juillet 1400, selon une lettre de Salutati, il se trouvait à Stignano, la bourgade natale du chancelier, où celui-ci l'avait envoyé en lui confiant ses fils à cause d'une épidémie à Florence. Cette année-là, il traduisit en latin la Vie de Brutus de Plutarque (Bibliothèque bodléienne, Canon. class. lat. 214), premier pas dans la traduction de quelques-unes des Vies parallèles. Cette entreprise avait d'ailleurs son sens dans la politique de Coluccio Salutati, et la Vita Bruti fait écho à son De tyranno, qui date de la même période. Ensuite il traduisit en 1401 la Vie de Cicéron.
À l'été 1401, il se trouvait à la curie pontificale à Rome ; le 25 juillet, il était nommé scriptor apostolicus, et désormais sa carrière allait se dérouler à Rome. Entre 1401 et 1403, sans doute à l'occasion d'un voyage dans l'exercice de ses fonctions, il fit une trouvaille importante dans l'histoire de l'humanisme : l'intégralité des quatorze Philippiques de Cicéron (dont le Moyen Âge ne connaissait qu'une partie). En 1405, la charge de secrétaire apostolique étant vacante, Jacopo put l'espérer pour lui, mais Leonardo Bruni se présenta à Rome pour la briguer ; le pape Innocent VII décida de les départager en les mettant en compétition pour la meilleure réponse au duc de Berry, qui lui avait écrit pour l'engager à mettre fin au grand schisme d'Occident en démissionnant ; Bruni remporta le concours, ce qui fut cause d'amertume entre les deux disciples du chancelier Salutati. Le 4 mai 1406, ce dernier mourut, et Jacopo composa pour lui deux épitaphes. Le 6 novembre suivant, ce fut le tour d'Innocent VII, et Jacopo écrivit peu après (après l'élection de Grégoire XII le 3 décembre) une longue lettre à Manuel Chrysoloras. Ce sont les trois seuls textes originaux de sa plume qui soient conservés.
C'est en juin 1405 que le Grec Pierre Philargis, archevêque de Milan, fut nommé cardinal ; c'était un ami de Manuel Chrysoloras, et Jacopo se lia à lui. Il traduisit pour lui deux opuscules de Plutarque, le De Alexandri fortuna et le De Romanorum fortuna. Dans la même période, il se lança dans la traduction en latin de la Géographie de Ptolémée (c'est lui qui l'intitula Cosmographie), une entreprise déjà un peu entamée par Chrysoloras, qui avait apporté en Italie, en 1396, un manuscrit avec cartes dû à Maxime Planude, vendu ensuite à Palla Strozzi (Urb. gr. 82). Cette version latine, sans doute terminée en 1409 (et dédiée à Pierre Philargis, devenu cette année-là l'antipape Alexandre V), connut un très grand succès (et fut imprimée dès 1475 à Vicence). De la même année date une traduction de la Vie de Marius de Plutarque, peut-être aussi de la Vie de Pompée.
En août 1410, il eut la satisfaction d'obtenir de Jean XXIII sa nomination comme secrétaire apostolique, le poste pour lequel il avait échoué en 1405. Un document du 28 mars 1411 le donne pour mort à Rome.